# Лекции по философии истории
«Лекции по философии истории» (нем. Vorlesungen über die Philosophie der Weltgeschichte) — сочинение Гегеля, раскрывающее суть его философии истории. Создано на основе лекций, прочитанных в Берлинском университете с 1822 по 1830 год. Были опубликованы посмертно.

## Содержание
Гегель утверждает разумный характер исторических изменений, где сама «всемирная история» (Weltgeschichte) человечества оказывается необходимым обнаружением Мирового Духа (Weltgeist). Гегель не скрывает своей приверженности провиденциализму и в числе своих целей называет теодицею, то есть «оправдание бога» за то зло, которое совершается в истории. Субъектом исторического развития является «всемирно-исторический народ» (нем. welthistorische Volk). Первым историческим народом Гегель называет персов. Египтян, финикийцев и евреев Гегель рассматривает в качестве составных частей персидского государства. Хотя помимо них существуют «великие нации» (Nation) — китайцев и индусов. От персов эстафета (Herrscherstab, дословно: скипетр) истории переходит к грекам (Griechen), а от тех — к римлянам (Römer) и далее к германцам.
Гегель различает Новый и Старый Свет, где Греция является «светлой точкой» (нем. Lichtpunkt) истории, а Африка «детской страной» (нем. Kinderland). Азию он делит на Переднюю и Дальнюю (Hinterasien).
Гегель не отрицает роль страстей в истории, однако эти страсти отдельных индивидуумов в исторической перспективе питают собой народную волю. Связь страсти отдельного индивидуума с волей Мирового Духа Гегель называет «хитростью разума» (нем. List der Vernunft). Эта диалектическая связь наибольшей результативности достигает у «исторических людей» (нем. geschichtlichen Menschen) вроде Александра, Цезаря или Наполеона, которых Гегель также называет «великими людьми» (нем. großen Menschen) или «героями» (нем. Heroen).
Величайшей заслугой греков Гегель называет осознание свободы (нем. Freiheit) — важнейшего атрибута Духа. Собственно, вся всемирная история и есть прогресс (нем. Fortschritt) в сознании свободы. Хотя люди часто хотят благополучия, но требуют они как правило свободы. Осуществлением свободы занимается государство (нем. Staat), поскольку основная его функция правоохранительная. В мистическом плане государство является нравственным целым и выражением божественной идеи.
Немцы основали ряд государств: Вестготов, Франков, Остготов, Бургундов, Англов и Россию (das russische Reich). Великая славянская нация (die große slavische Nation) обитала между Эльбой и Дунаем, создавая буфер между Европой и Азией, но она не сыграла важной исторической роли. Тем не менее, поляки спасли Вену от турок и приобщились западному разуму (der westlichen Vernunft). Империя Карла Великого была разделена на округа, где во главе местного ополчения (ландвер) стоял граф. Впоследствии империя распалась на герцогства Эльзас, Фрисландия, Лотарингия, Реция и Тюрингия.

## Оглавление
- Ч. I. Восточный мир. (Die orientalische Welt: Китай, Индия, Персия)
- Ч. II. Греческий мир (Die griechische Welt).
- Ч. III. Римский мир. (Die römische Welt: в том числе Византия)
- Ч. IV. Германский мир. (Die germanische Welt: переселение народов, Средние века, Новое время)

## Цитаты
- Разум господствует в мире — нем. die Vernunft die Welt beherrsche, die Vernunft die Welt regiere (Введение)
- Государство есть божественная идея — нем. Der Staat ist die göttliche Idee (Введение)
- Всемирная история есть выражение божественного, абсолютного процесса духа в его высших образах, она есть выражение того ряда ступеней, благодаря которому он осуществляет свою истину, доходит до самосознания (102)
- Америка есть страна будущего — нем. Amerika ist somit das Land der Zukunft (133)
- Как Европа есть безусловно конец всемирной истории, а Азия её начало (147)
- Германский дух есть дух нового мира, цель которого заключается в осуществлении абсолютной истины (357)